# Cubas de la Sagra
Pour les articles homonymes, voir Cubas (homonymie).
Cubas de la Sagra est une commune de la communauté de Madrid, en Espagne.